# Palinurus gilchristi
Palinurus gilchristi is een tienpotigensoort uit de familie van de Palinuridae. De wetenschappelijke naam van de soort is voor het eerst geldig gepubliceerd in 1900 door Stebbing.